# 경극

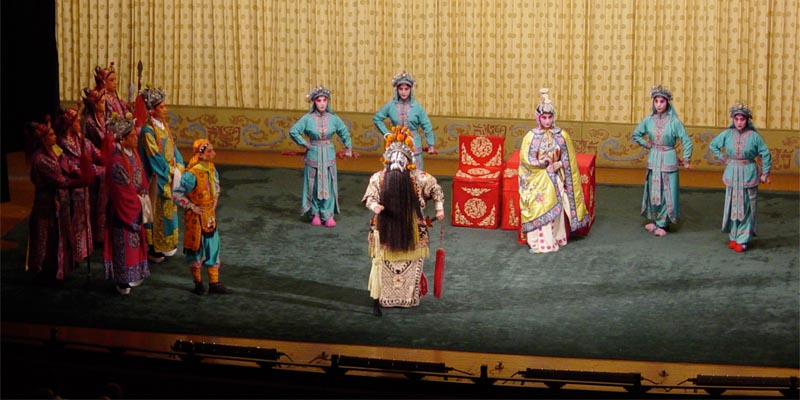
경극의 한 장면

경극(중국어 간체자: 京剧, 정체자: 京劇, 병음: Jīngjù 징쥐[*]) 또는 경희(京戱)는 중국 연극 가운데 하나로, 한마디로 말해서 북경에서 육성된 연극이라는 의미이다.
오늘날에 와서는 중국의 고전극이라고 하면 바로 경극을 가리키며, 마치 중국 고전극의 대명사처럼 되어 버렸다. 그런만큼 연극으로서도 지금까지의 여러 유파나 계통의 예능이 집약되고 세련되어 민중의 지지도 컸었다. 경극은 넓은 지역에 걸친 각지의 연극이나 모든 예능이 청나라 중기 전후 수도 베이징에 모여져 거기서 경극이라는 형태로 대성되었다. 바꿔 말하면 중앙집권주의에 의한 당시의 정권, 즉 청조 정부의 문교 정책과 민중의 취향에 그 기본 가곡인 서피(西皮)와 이황(二黃)이 널리 합치하고, 더구나 오랜 세월을 두고 많은 명배우를 배출하였다는 것이 경극이 발전 형성된 이유라고 하겠다.
한때는 경극을 평극(平劇)이라고 부른 적도 있었다. 그것은 국민당 정부가 북벌 완료 후 베이징(北京)을 베이핑(北平)이라 개칭하였기 때문이나 지금은 다시 경극으로 불리고 있다.

## 경극의 희곡
경극의 희곡각본은 3,800종이나 된다고 하며 도군기(陶君起)의 <경극극목초탐(京劇劇目初探)>에는 1천여종이 수록되어 있다. 그러나 없어진 곡이 많으며 특히 중국의 공산화과정에서, 문화혁명 이후에는 더욱 도태되고 개편되어 지금까지 생명을 유지하는 희곡은 매우 적어졌다. 대체로 명나라 이전의 역사에서 취재한 것이 많으며, 전국시대의 이야기인 <동주열국지(東周列國志)>를 비롯하여 <삼국지연의> <수호전> <서유기> 등의 각색물이 압도적이다. 그 밖에 민간설화나 소설 종류를 취재하여 희곡화한 작품도 있다. 그 대부분이 영웅담이며, 권선징악적이고 비련의 이야기로서 봉건색이 매우 짙다고 하겠다. 그리고 이러한 점 때문에 바로 이른바 중공의 문화혁명에서 숙청의 대상이 되었음은 말할 나위도 없다.
흔히 명작이라고 하는 작품 가운데에서 오늘날까지 자주 상연되어 인기가 있는 것을 몇 가지 들어보면 <귀비취주(貴妃醉酒)> <요천궁(鬧天宮)> <추강(秋江)> <우주봉(宇宙鋒)> <삼차구> <패왕별희(覇王別姬)> <유원경몽(遊園驚夢)> <단교정(斷橋亭)> 등이 있으며 모두 명배우 메이란팡(梅蘭芳)이 생전에 능숙한 연기를 보였던 작품들이다.
- <귀비취주>는 현종을 기다리다 못해 쓸쓸함을 술로 달래는 양귀비의 심정을 애절하게 나타낸 곡으로서 메이란팡의 귀비역은 뛰어난 것이었다.
- <요천궁>은 손오공을 주인공으로 하는 연극이다.
- <추강>은 원래 곤곡의 <옥잠기(玉簪記)>의 한 장면인 <추별(追別)>이 원본이 되고, 지방극인 사천극(四川劇)에서 재평가되어 경극에서도 자주 상연된 것이다. 젊은 이승(尼僧)과 청년의 사랑 이야기로서, 이 1막은 청년의 뒤를 따르는 이승과 늙은 뱃사공이 주고받는 대사에 경묘한 극술(劇術)이 흥미를 갖게 한다.

이 밖에 <타어살가(打魚殺家)> <장상화(將相和)> 등은 중공정권이 수립된 뒤에도 자주 상연되어 호평을 받았다.

## 경극의 무대
중국의 극장이 어떠한 역사를 갖고 어떠한 구조를 지녔느냐에 대해서는 유럽의 극장사(劇場史)처럼 정확하지는 않다. 희붕(戱棚)이라는 말이 있으나 이것은 노천에 천막 정도를 친 것으로서 초기에는 읍이나 마을의 광장, 또는 절의 앞뜰에 이 희붕을 세워, 가설흥행이라기보다 구경거리로서 행했던 것으로 추측된다. 중화민국이 수립된 뒤에도 북경의 번화가로서 유명했던 천교(天橋)에는 상설의 가마니를 친 희붕이 있어 이를 천교대붕(天橋大棚)이라 했으며 배우를 포붕이라고 불렀다.
극장으로서의 가장 대표적인 것은 북경의 광화루(廣和樓)였다. 건륭 연간(乾隆年間)에 창설되었다고 하며, 건륭제도 자주 구경을 다녔다고 전해진다. 수용인원은 약 7, 8백명으로 2층 건물이다. 정면 중앙에 3칸 4방의 무대가 객석을 향해 나와 있었다. 이 구조는 셰익스피어 시대의 말하자면 포튠극장이라든가 그로브 극장 등 런던에 있었던 극장과 흡사했다. 무대와 객석 사이는 칸막이나 커튼으로 가리지 않아 객석과의 융합을 꾀했다는 점에 흥미가 있다. 따라서 근대적인 극장과는 달리 연출형식에서 배우의 연기 등 모두가 리얼한 근대극의 방법을 취하여 저절로 이질적이며 색다른 형식이 생겨났다.
이러한 극장이나 무대의 형식은 상당히 후세에 와서 완성된 것으로 여겨지나 그 원형으로 생각되는 형태는 오래전에 존재했음이 최근에 와서 입증되기도 했다. 그것은 원본(院本) 유행시대인 금나라 시대의 무대와 원곡(元曲) 융성기의 무대로서 산시성 차오청 현의 광승사(廣勝寺) 벽화에 그려진 원나라 시대의 태정 원년(泰定元年, 1324) 무렵의 무대이며 무대 위에는 충도수(忠都秀)라는 순회공연의 배우가 있었다고 한다. 또한 완취안 현의 후토묘(後土廟)에는 원나라 시대에 만들어진 무대가 그대로 남아 있음이 발견되었다. 그리고 최근에 와서는 산시성의 서남부인 임분(臨汾：金代의 平陽府) 근방인 후마 시의 교외에 있는 무덤에서 금나라 시대의 무대와 배우의 모형이 발견되고 더구나 대안(大安) 2년(1210)이라는 시대도 명확하게 나타났다고 한다.

### 북경의 극장
중공정권하에서, 특히 소위 문화혁명 이후에는 북경의 극장도 커다란 변혁을 가져왔으나, 그 이전의 극장은 북경 시내에만 해도 30여 개나 있었다.
- 광화루(廣和樓), 광화희원(廣和戱院)은 가장 오랜 극장의 하나로서 부연성(富連成) 등의 명배우가 이곳을 근거로 활약했었다.
- 화락희원(華樂戱院)도 중화민국 9년에 창립했으며 그 후 화재로 소실되었으나 32년에 신축, 이곳도 메이란팡의 뒤를 이은 경극의 이름난 여역(女役)인 정연추(程硯秋)나 한세창(韓世昌)을 세상에 배출했다.
- 신신희원(新新戱院)은 크기와 새로움이란 점에서 북경 제1이었으나 연극보다도 영화의 상영이 더 활발했다. 이것은 다른 희원에 대해서도 마찬가지라고 하겠으며 영화관으로 전향하는 경향이 두드러졌다.

우선 전통이 오랜 것을 살펴 보면 청말(淸末)에 창설되고 중화민국 3년에 재건된 길상희원(吉祥戱院), 명배우 담금배의 중화희원(中和戱院), 선려지(鮮麗芝)의 광덕희원(廣德戱院, 舊 廣德樓), 유희규(劉喜奎)의 삼경희원(三慶戱院), 처음으로 여성관객을 허락했다는 화북희원(華北戱院), 기타 반장(飯莊)이나 다장(茶莊), 회관의 무대를 비롯하여 개인의 저택 내, 고궁(古宮)에서 볼 수 있는 궁정무대, 사묘(寺廟) 부설무대 등, 흥망성쇠는 있었다 해도 그 수는 다른 외국 도시의 그것에 비해 결코 적은 것은 아니었다.

## 경극의 무대도구
경극에는 원칙으로서 대도구가 없으며, 대렴(臺簾, 守舊)이라 하는 장막만 무대 정면의 안에 걸려 있을 뿐이다. 배우는 그 대렴의 좌우에서 등장, 또는 퇴장한다. 왼쪽이 입구이며 오른쪽이 출구다. 무대 좌우에는 기둥이 서 있다. 무대 앞에 막이 있다는 점도 셰익스피어 시대의 무대와 마찬가지이다. 다만 극의 내용에 따라 약간 다른 비품·도구나 소도구를 사용한다. 주요한 것을 예거하면,
탁자
이것은 무대 중앙에 갖다 놓는 것이 보통이며 식탁이 되거나 때로는 산이나 울타리가 되기도 한다.
의자
내장의(內場椅)와 외장의(外場椅)의 구분이 있어, 의자를 탁자 뒤에 두면 공적인 장소, 즉 궁정이라든가 관청, 법정 등을 뜻하며 앞에 두면 집안이 된다. 또한 옆에 누이면 바위나 약간 높은 곳을 지칭한다.
대장자(大帳子)
수를 놓았고 양쪽으로 펼쳐 열 수 있는 막을 대나무 장대에 달아 의자에 매어 두면 침실 또는 진중이 된다.
차기
노란 바탕에 수레바퀴를 수놓은 두 개의 기. 이것을 한 사람이 두 손에 들면 수레가 된다.
영기(令旗)·영전(令箭)
흰 바탕에 빨갛게 테를 두르고 중앙에 영(令)이라는 글씨를 수놓아 진중의 명령을 전하는 표시로 삼는다.
수기(水旗)
흰 바탕에 물무늬의 기로서 물 위나 물 속을 나타낸다.
마편(馬鞭)
손에 채찍을 들고 나타나면 말 위의 사람임을 뜻하고 하마(下馬)할 때는 이 채찍을 바닥에 놓는다.
이상에서 말한 이러한 것들은 흔히 사용되는 소도구이다.
승진(蠅塵)
불자(佛子)를 말하며, 도산, 선인(仙人), 요괴 등의 배역이 손에 든다.
포성(布城)
셰익스피어의 <한여름 밤의 꿈>의 마지막에서 직인(職人)들이 연극을 하는 장면이 있고, 그때 쓰이는 벽과 마찬가지로 천에 그린 벽돌의 벽과 철문, 말하자면 성문인 셈이다.
이 밖에 두세 개의 특수한 소도구도 있으나, 대체로 이상이 흔히 정해진 소도구이다.

## 경극의 장면
경극은 감상의 대상으로 주역의 노래와 그 반주음악에 높은 비중을 두기 때문에 청희(廳戱)라고 할 정도이며 이러한 것은 경극의 이해에 있어서 중요하다고 하겠다.
그 중심이 되는 악기는 호금(胡琴)으로, 연주자를 금사(琴師)라고 한다. 일류배우가 되면 전속 금사를 거느린다. 이 이외에 문장(文場, 寫實物)에서는 횡적(橫笛), 이호(二胡), 현자(絃子, 三弦), 쇄눌 등을 사용하며 무장(武場, 時代物)에서는 판(板), 단피고(單皮鼓), 대고(大鼓), 대라, 소라(小羅), 제발, 운라, 회고(懷鼓) 등을 사용한다. 이 가운데 단피고는 모든 악기의 지휘를 맡는 구실을 하며, 그 악사는 동시에 오른손의 채로 이를 치고 왼손으로 판을 쳐서 모든 음악의 통일을 꾀한다.

## 경극의 역할
유럽의 고전극과는 전혀 그 본질을 달리한다. 즉 각본의 선악보다는 오히려 배우 개인의 기예를 존중한다. 그래서 특수한 역할이라는 것이 정해져 배우 중심, 역할 중심으로 발전하고, 감상이나 비평의 대상도 중점이 거기에 두어진다. 따라서 경극에서는 역할(脚色이라고 쓴다)을 연극 평가의 기준으로 삼아왔다.
역할의 종류와 성격
크게 나누어 생(生), 단(旦), 정(淨), 축(丑), 그 밖에 다섯 가지가 있다. 그리고 생은 다시 노생(老生), 소생(小生), 무생(武生)으로 나뉜다.
노생(老生)
충신, 효자, 의사(義士) 등의 역으로, 악인은 결코 없다. 경극에서 특유한 눈화장(눈의 가장자리를 짙게 금을 긋는 화장)은 하지 않고 옅은 화장에 반드시 턱수염을 단다. 따라서 수생(鬚生)이라고도 한다. 인기배역, 또는 주역으로서 때로는 단역(端役)이 되어도 중요한 단역을 맡는다.
노생의 조건으로는 첫째로 목청이 좋아야 한다는 것과 품격 및 기품이 요구된다. 이러한 점에서 피황극(皮黃劇)의 시조라 일컬어지는 정장경(程長庚)을 고금의 명 노생이라 한다. 또한 그의 가르침을 받는 담금배도 담강(譚腔)이라는 일강(一腔)을 만들어낼 만큼의 명인이었다. 그 후 마연량(馬連良), 담부영(譚富英), 해소백(奚嘯伯), 담소배(譚小培) 등 많은 노생 배우가 배출되었다.
소생(小生)
한마디로 말해 미남청년의 역할을 말한다. 흰 화장을 짙게 하고, 발성법은 가성(假聲：안소리)이나, 후에 서술하는 단(旦：여자 역을 맡는 것)의 목소리는 아니다. 비록 미남 배역이기는 하나 기품이 있어야 한다는 것이 조건의 하나이다. 소생을 다시 나누면 치미생(雉尾生：모자에 꿩 날개를 단다), 무소생(武小生), 궁생(窮生), 발관생(髮冠生), 선자생(扇子生) 등이 있으며 소생역을 맡는 자는 그 가운데의 어느 역할이라도 소화할 수 있어야만 한다.
이 역할에서 지금까지 명성을 떨친 배우로는 서소향(徐小香), 왕계관(王桂官), 정계선(程繼先), 김중인(金仲仁), 백운생(白雲生) 등이 있다.
단(旦)
여자로 분장하는 역할의 총칭으로서, 중화민국 수립 이후 여배우의 등장이 많아졌다. 청삼(靑衫), 화단(花旦), 노단(老旦), 무단(武旦), 채단(彩旦) 등 대체로 다섯 종류가 있다.
청삼(靑衫)
남색으로 물들인 소박한 의상을 바탕으로 하는 양가(良家)의 자녀역을 청의(靑衣)라고 하며 그 청의가 후에 서술하는 화단(花旦)을 겸했을 때 청삼이라고 한다. 메이란팡(梅蘭芳)은 청의·화단을 겸한 새로운 여역(女役) 청삼의 대표라고 하겠다. 몸맵시나 동작이 나긋나긋하고 기품이 있다는 점 등에서 남자역의 노생·소생에 필적한다. 목소리는 여자역에는 독특한 조성(造聲)으로서, 초심자에게는 기이하게 들리나, 관극에 익숙해지면 하나의 매력이 된다.
청삼배우로는 이 역할의 창시자라는 여자운(余紫雲)을 비롯하여 왕요경(王瑤卿), 그리고 4대 명단(四大明旦)이라 하여 경극을 융성케 한 매란방, 정연추(程硯秋), 상소운(尙小雲), 순혜생(荀慧生)이 있다.
화단(花旦)
청의(靑衣)가 창(唱)을 생명으로 함에 비하여 이 역할은 몸맵시가 아름답다는 것과 창보다도 대사에 중점을 둔다는 점이 특색이다. 또한 검술도 하나 남성과 달라 역시 여성다운 매력이 중시된다. 일찍이 전계봉(田桂鳳), 매교령(梅巧齡), 노삼보(路三寶) 등 화단의 명우가 그 전통을 이어나갔다. 그 후(중화민국 20-45년경) 소취화(小翠花), 모세래(毛世來) 등 많은 신인 화단이 전통을 계승하여 젊은 매력으로 경극의 인기를 지탱했다.
무단(武旦)
검술을 전문으로 하며 남자배우가 여자로 분장하는 역할을 말하나, 화단과는 달라서 여성적 매력이 적으며 연기는 경쾌 용맹하다. 교공이라 하여 전족(纏足)으로 연기하는 점은 화단과 같다. 별도로 도마단(刀馬旦)이라 하여 말을 타고 검술을 하는 역할도 있으며 무단에 넣어 생각할 수도 있을 것이다. 송덕주(宋德珠), 염남추(閻嵐秋), 주계방(朱桂芳) 등이 무단의 대표자이다.
노단(老旦)
노파역을 말한다. 남자 목청도 상관없으나 노생(老生)의 연기와는 다르다는 점이 필요하다. 경극 전체를 통하여 노단이 등장하는 연극은 기껏해야 스무번 정도로, 따라서 배우의 수도 적으며 그런만큼 또한 희소가치도 있다. 공운보는 노단의 혁명가라고 할 정도의 배우로, 이다규(李多奎), 와운거사(臥雲居士)나 그 밖의 노단을 양성했다. 지금까지의 노단강(老旦腔)에 청의조(靑衣調)를 채택하여, 비록 노파라 해도 여성다움을 가미한 점이 환영받았다.
정(淨)
눈 가장자리나 안면에 짙은 검정칠로 테를 두르는(花瞼·花面) 역할이다. 이를 검보(瞼譜)·내검·말검(抹瞼)·화검(畵瞼)이라고도 한다. 요컨대 강렬한 성격이라든가 선악의 마음과 그 인간의 성격을 얼굴의 분장으로 강조하는 화장의 기술이라 하겠다. 그러한 점에서 화장의 발상(發想)은 자기 개성을 강조한다는 일상생활적인 목적도 있지만 오히려 자기를 죽여 타인이 된다고 하는 목적이 강하다고 하겠다.
경극에서의 얼굴 화장은 오늘날에 와서 상당히 복잡한 선과 빛을 사용하고 있으나 옛날에는 좀더 간략하게 그렸던 모양이다. 복잡한 선과 빛을 내기 위해 지금은 붓을 사용하나 옛날엔 손가락 끝으로 그렸다고 한다. 인물의 성격은 선에 따라서도 표현되나 색의 구별로 그 선악 강약을 상징한다.
이와 같이 화장을 하는 정(淨)은 또한 정정(正淨)·부정(副淨)·무정(武淨)으로 나뉜다. 그러나 엄밀한 구별은 없으며 용모가 웅장하고 굵은 목소리여야 한다는 것이 첫째 조건이다. 특히 정정은 대화검(大花瞼)이라고도 하여 창(唱)이 위주이며 더구나 주변을 위압할 정도의 풍격을 필요로 한다. 역할은 주로 왕후무장이다.
부정은 창보다 움직임을 위주로 하며 대사를 중시한다. 간상권신(奸相權臣) 등의 부류가 부정의 역이며 화장술도 정묘하다. 무정은 검술과 미적(美的)인 클라이맥스가 생명이며 창은 필요로 하지 않는다. 그러나 3자가 모두 풍채가 당당하여 동작은 직선적이며 목소리는 굵고 위압적이다. 예로부터 명우가 많았으며 김소산(金少山), 학수신, 원세해(袁世海) 등이 그 대표자이다.
축(丑)
광대 역할로 얼굴의 한가운데에 흰 분을 바른다. 문축(文丑), 무축(武丑)의 두 종류가 있고 문축은 방건축(方巾丑), 소축(小丑)으로 나뉜다. 모두가 우스꽝스런 인물이며 무축은 문축의 희극적인 성격에 다시 곡예적인 동작을 필요로 한다. 목소리는 가성(假聲)이 아니라 자기 본래의 발성을 쓴다. 유간삼, 장흑(張黑), 왕장림(王長林), 나백의(羅百義), 소장화(蕭長華) 등이 명인으로서 높이 평가되었다.
영쇄각(零碎角), 소변각(掃邊角), 용투(龍套), 상하수(上下手)
이것들은 모두 가벼운 역할로, 단역 배우들이 분장하며 깃발 드는 사람, 칼을 들어주는 사람 등 많은 수와 기타 프로그램에 이름이 오르는 단역을 말한다.
이상이 대체로 경극 역할의 원칙적인 타입이라고 하겠으며 예외로는 여자역으로 분장하는 단(旦)에 직접 여배우가 등장한다는 점을 들 수 있다. 최근에 와서는 특히 여자역은 여자가 해야 한다는 경향이 짙어져, 실제로 무대에 나서는 경우는 적어졌다. 역사적으로는 광서(光緖) 27년, 톈진의 여우극단이 북경에서 공개된 것이 계기가 되어, 그 후 잇따라 여우극이 발전했다고 전해진다. 그래서 중화민국 4, 5년경에는 전성기를 맞이했으며 남자는 자취를 감추고 겨우 앞서 서술한 담금배가 이에 대항할 수 있었을 정도였다. 그 후 실로 많은 여배우가 등장하여 남우(男優) 경극의 멤버에 들어오는 계기가 되었다. 오소추(吳素秋) 등은 그 대표적인 여우의 하나이며 그녀는 상소운(尙小雲), 순혜생(荀慧生) 등의 가르침을 받아 미모와 목소리의 아름다움으로 인기를 획득했다.

## 경극을 소재로 한 작품

### 만화
- 패왕별희
- 폐왕별자

## 경극의 4대요소
창(唱)노래
염(念)대사
작(作)동작,기법
타(打)무술동작
사공은 노래인 창(唱), 대사인 염(念), 무용을 나타내는 주(做) 그 외, 무술과 같은 타(打)로 크게 4가지로 이루어져 있다. 노래인 창은 주로 가성을 사용하는데, 우리가 흔히 알고 있는 높은음의 노래가 창을 나타낸다.

## 경극의 색에 따른 의미
- 적색: 용감하고 정직 그리고 용맹한사람을 뜻한다. (대표 인물 : 관우)
- 분홍색: 나이가 많은 충용한 노장을 뜻한다.
- 보라색: 신중,의지가 강하고 침착한 사람을 뜻한다 ( 대표 인물 : 유비)
- 황색: 잔인하고 용맹 그리고 싸움을 잘하는 무장을 뜻한다.
- 청색: 사납고 고집스러운 사람을 뜻한다.
- 녹색: 성질이 급한 사람을 뜻한다.
- 흑색: 충성심이 강하고 강직하며 화장공평무사를 뜻한다. (대표 인물 : 장비)
- 백색: 음흉하고 교활한 사람을 뜻한다. (대표 인물 : 조조)높은요신.자료

## 경극화장
- 선화장:신선이나 천인을 뜻하며 상대적으로 단순하고 세련되게 꾸며집니다. 주로 파슽텔 톤의 색상과 은은한 메이크업에 이용됩니다.
- 취화장:캐릭터의 지위나 성격에 따라 다양한 스타일과 색상을 사용하고 황제와 장군은 화려하고 골드 색상의 장식의 장식을 사용하며 무사는 붉은색이나 검정색의 강렬한 화장을 사용합니다.
- 가면화장:가면화장은 가장 독특한 경극 화장으로 캐릭터의 성격과 감정을 강조하기 위해 다양한 색상과 무늬가 사용됩니다.

## 검보 뜻
검보는 경극에서 사용되는 용어로 사람의 얼굴 같지 않은 모양의 분장을 말한다. 분장 색깔에 따라 인물의 성격을 다르게 표현하는 것이 특징적이다.보
- 경극 무대 대화검은 빨간색, 흰색, 노란색, 파란색 등 다양한 색상의 유채로 온 얼굴을 분장합니다. 빨간 얼굴의 관우, 흰 얼굴의 조조, 검은 얼굴의 장비 등을 비롯한 알록달록의 경극 검보에는 1천여가지의 종류가 있으며 비록 경극이란 예술장르는 사람들에게 익숙지는 않지만 경극 검보만은 이미 해내외에 널리 알려졌으며 모두가 인정하는 중화민족의 전통문화의 대표로 손꼽입니다. 경극 검보는 중국 전통문화에 있어서 일종의 특수한 화장법이며 이는 부동한 시대의 역사인물 또는 한 파별의 인물 등이 각자 대표로하는 분장 양식이 있는것으로 인해 "검보"라는 이름이 얻어졌습니다. 검보의 기원을 본다면 보통 가면설에서 유래됐다고 합니다. 검보의 도안 및 종류가 매우 풍부합니다. 대체적으로 이마분장, 눈섭분장, 눈언저리분장，코분장, 입꼬리분장, 턱분장 등이 있는데 각 부위마다 그림의 변화가 다양하다고합니다. 그 외 검보의 색상은 인물 성격과 정서 또는 특수유형의 인물에 의해 결정됩니다.

1. ↑  검보의 뜻